# Savona Foot-Ball Club 1948-1949
Questa voce raccoglie le informazioni riguardanti  il Savona Foot-Ball Club nelle competizioni ufficiali della stagione 1948-1949.

## Rosa
| N. |                   | Ruolo | Calciatore           |
| -- | ----------------- | ----- | -------------------- |
|    | Italia (bandiera) | C     | Pier Luigi Alvigini  |
|    | Italia (bandiera) | A     | Giovanni Bacciarello |
|    | Italia (bandiera) | C     | Giovanni Cappelli    |
|    | Italia (bandiera) | P     | R. Castano           |
|    | Italia (bandiera) | P     | D. De Alessandri     |
|    | Italia (bandiera) | D     | O. Dreossi           |
|    | Italia (bandiera) | A     | N. Frumento          |
|    | Italia (bandiera) | A     | R. Galuppo           |
|    | Italia (bandiera) | C     | G. Inghina           |

| N. |                   | Ruolo | Calciatore        |
| -- | ----------------- | ----- | ----------------- |
|    | Italia (bandiera) | C     | R. Longoni        |
|    | Italia (bandiera) | A     | B. Molinari       |
|    | Italia (bandiera) | C     | Pier Ugo Melandri |
|    | Italia (bandiera) | A     | Carlo Re Dionigi  |
|    | Italia (bandiera) | C     | Mario Semoli      |
|    | Italia (bandiera) | A     | A. Siccardi       |
|    | Italia (bandiera) | D     | Gino Vignolo      |
|    | Italia (bandiera) | A     | D. Zilli          |